# 금빛초등학교 (경기)
금빛초등학교(金빛初等學校)는 대한민국 경기도 성남시 수정구에 있는 공립 초등학교이다.

## 학교 연혁
- 1971. 11. 2 금광국민학교 설립인가
- 1973. 9. 1 금광국민학교 개교
- 1973. 9. 1 초대 이봉구 교장 부임
- 1974. 3. 2 20학급 편성
- 1974. 4. 9 신축교사 10개교실 준공
- 1974. 4. 19 11개 교실 착공
- 1974. 4. 25 21학급 편성(1학급 증가)
- 1974. 6. 20 22학급 편성(1학급 증가)
- 1974. 7. 29 11개교실 준공
- 1975. 2. 5 제1회 졸업식(졸업생 199명)
- 1996.03.01 금빛초등학교로 명칭 변경

## 참고 자료
- 금빛초등학교 - 한국교육학술정보원 학교알리미